# Лужки (Донецкая область)
Лужки (укр. Лужки) — село на Украине, находится в Старобешевском районе Донецкой области. Под контролем самопровозглашённой Донецкой Народной Республики.

## География
Село расположено на реке под названием Грузский Еланчик. К юго-востоку от населённого пункта проходит граница между Украиной и Россией.

#### Соседние населённые пункты по странам света
С: Победа, Кумачово (выше по течению Грузского Еланчика)
СЗ: Новозарьевка
СВ: —
З: Воровское, Каменка
В: Берестовое
ЮЗ: Широкое
ЮВ: —
Ю: Глинка, Шевченко (ниже по течению Грузского Еланчика) 

## Население
Население по переписи 2001 года составляло 77 человек.

## Общие сведения
Код КОАТУУ — 1424581806. Почтовый индекс — 87260. Телефонный код — 6253.

## Адрес местного совета
87260, Донецкая область, Старобешевский р-н, с. Кумачово, ул. Ручко, 1